# 25th Hour
25th Hour (La hora 25 en Hispanoamérica y La última noche en España) es una película estadounidense de 2002 dirigida por Spike Lee. Sus protagonistas son Edward Norton, Barry Pepper, Philip Seymour Hoffman y Rosario Dawson. Está basada en la novela The 25th Hour de David Benioff. 

## Argumento
Monty (Montgomery) Brogan (Edward Norton) es un vendedor de drogas de Manhattan condenado a siete años de prisión, que vive su último día de libertad antes de entrar en la cárcel. La condena impuesta por la justicia es de 7 largos años, a los cuales Monty no tiene la esperanza de sobrevivir. En 24 horas repasa su vida y se despide de todos los privilegios que consiguió como narcotraficante: entrada vip en discotecas, fama y prosperidad económica.
Se reúne con su padre (Brian Cox), su novia Naturelle (Rosario Dawson) y sus dos mejores amigos de la infancia, Jacob (Philip Seymour Hoffman), un tímido profesor de instituto enamorado de una de sus alumnas, y Slaughtery (Barry Pepper), un exitoso broker de Wall Street. Los cuatro jóvenes pasan la noche, la última de Brogan, en una conocida discoteca de la ciudad, mientras se plantean quién puede haberle delatado a la policía.

## Reparto
| Actor                  | Personaje          |
| ---------------------- | ------------------ |
| Edward Norton          | Monty Brogan       |
| Philip Seymour Hoffman | Jacob Elinsky      |
| Barry Pepper           | Frank Slaugherty   |
| Rosario Dawson         | Naturelle Riviera  |
| Anna Paquin            | Mary D'Annunzio    |
| Brian Cox              | James Brogan       |
| Tony Siragusa          | Kostya Novotny     |
| Levan Uchaneishvili    | Uncle Nikolai      |
| Tony Devon             | Agente Allen       |
| Misha Kuznetsov        | Senka Valghobek    |
| Isiah Whitlock Jr.     | Agente Flood       |
| Michael Genet          | Agente Cunningham  |
| Patrice O'Neal         | Khari              |
| Al Palagonia           | Salvatore Dominick |
| Aaron Stanford         | Marcuse            |
| Marc H. Simon          | Schultz            |
| Armando Riesco         | Phelan             |

## Curiosidades
- Tobey Maguire adquirió los derechos de la novela con la intención de protagonizar su adaptación al cine. Finalmente decidió interpretar a Spider-Man y mantenerse como productor de 25th Hour.[2]
- Edward Norton repite la palabra "fuck" 40 veces en 5 minutos durante su monólogo en el baño. En el espejo de este aparece escrito "Fuck you".[2]
- Edward Norton en el baño dice: "La esclavitud se abolió hace 137 años, ¡Pasad ya la puta página!". El propio Norton en American History X dijo una frase parecida "La esclavitud terminó hace 130 años, ¿Cuanto tiempo va a pasar para que hagamos algo?"[2]
- Edward Norton menciona en la película su deseo de ser la mujer de X-Men que atraviesa las paredes. Anna Paquin, Brian Cox y Aaron Stanford participaron en las películas de X-Men.[2]
- Edward Norton comentó que invirtió el dinero ganado con Dragón rojo en la financiación de esta película.[2]
- En los créditos se da las gracias a Bruce Springsteen.[3]
- En la escena en que Slaughtery golpea a Monty (Edward Norton) es muy parecida a la escena de Fight Club cuando Norton golpea a Angelface.
- En la escena que sigue a la del bar, vemos a Monty y a sus tres amigos llegar a Water Street, con el Puente de Manhattan de fondo, en una escena que recuerda a la de Érase una vez en América.

## Premios

### Globos de Oro
| Categoría                            | Receptor/a        | Resultado |
| ------------------------------------ | ----------------- | --------- |
| Globo de Oro a la mejor banda sonora | Terence Blanchard | Candidato |